# Gail Davis
Gail Davis, nata Betty Jeanne Grayson (Little Rock, 5 ottobre 1925 – Los Angeles, 15 marzo 1997), è stata un'attrice statunitense.

## Filmografia parziale

### Cinema
- Death Valley Gunfighter, regia di R. G. Springsteen (1949)
- Frontier Investigator, regia di Fred C. Brannon (1949)
- Brand of Fear, regia di Oliver Drake (1949)
- South of Death Valley, regia di Ray Nazarro (1949)
- Trail of the Rustlers, regia di Ray Nazarro (1950)
- West of Wyoming, regia di Wallace Fox (1950)
- Six Gun Mesa, regia di Wallace Fox (1950)
- Cow Town, regia di John English (1950)
- Indian Territory, regia di John English (1950)
- Silver Canyon, regia di John English (1951)
- Yukon Manhunt, regia di Frank McDonald (1951)
- Valley of Fire, regia di John English (1951)
- Avamposto telegrafico (Overland Telegraph), regia di Lesley Selander (1951)
- Wagon Team, regia di George Archainbaud (1952)
- Blue Canadian Rockies, regia di George Archainbaud (1952)
- Winning of the West, regia di George Archainbaud (1953)
- On Top of Old Smoky, regia di George Archainbaud (1953)
- Pack Train, regia di George Archainbaud (1953)

### Televisione
- Cisco Kid (The Cisco Kid) – serie TV, 5 episodi (1950-1952)
- Il cavaliere solitario (The Lone Ranger) – serie TV, 4 episodi (1950-1952)
- Le avventure di Gene Autry (The Gene Autry Show) – serie TV, 15 episodi (1950-1954)
- Annie Oakley – serie TV, 81 episodi (1954-1957)

## Riconoscimenti
- L'attrice è inclusa nella Hollywood Walk of Fame nella sezione dedicata alla televisione.